# Actinote bryella
Actinote bryella är en fjärilsart som beskrevs av Charles Oberthür 1917. Actinote bryella ingår i släktet Actinote och familjen praktfjärilar. Inga underarter finns listade i Catalogue of Life.